# Kid Flash
Kid Flash è un personaggio dei fumetti creato da John Broome e Carmine Infantino, pubblicato dalla DC Comics. È la "spalla" del supereroe Flash, nonché la sua versione adolescente. Come quest'ultimo, Kid Flash ha una velocità estrema. Il primo Kid Flash fu Wally West, che fu uno dei membri fondatori dei Giovani Titani, e infatti ogni Kid Flash ha fatto parte di almeno una loro formazione.
I primi due Kid Flash (Wally West e Bart Allen) sono poi diventati Flash, mentre della Iris West del futuro alternativo di Kingdom Come, non si sa ancora niente, anche se ella è nata anche nel presente, come figlia di Wally West e Linda Park.
Per ora, quindi, lo stato di Kid Flash è inattivo, poiché Wally West è il Flash ufficiale e Bart Allen è morto.

## I Kid Flash
I Kid Flash sono due:
- Wally West (1959-1987)
- Bart Allen (2003-2006)

### Wally West
Wally West è il primo Kid Flash, fan di Flash sin da piccolo, tra i membri fondatori dei Giovani Titani. Dopo gli eventi di Crisi sulle Terre infinite il giovane Wally raccoglie l'eredità dello zio Barry e diviene il nuovo "velocista scarlatto".

### Bart Allen
Bart Allen è il secondo Kid Flash, nato nel XXX secolo. Diventa Kid Flash alla fine del quarto volume dell'ultima serie dei Giovani Titani, poiché prima si faceva chiamare Impulso. Diventa Flash dopo gli eventi di Crisi infinita, grazie anche a Wally West. È sette volte più veloce della velocità della luce.

## Altri personaggi che hanno indossato il costume di Kid Flash

### Iris West II
Iris West II, Kid Flash nel futuro alternativo di Kingdom Come è la figlia di Wally West e Linda Park.
Recentemente una Iris West è nata anche nel presente, dagli stessi genitori del futuro. Non si sa ancora, però, se diverrà Kid Flash nel futuro o meno.
Tutti i Kid Flash hanno fatto parte dei Giovani Titani; Wally West ha fatto anche parte della Justice League of America, ma solo una volta smessi i panni di Kid Flash per indossare quelli di Flash.